# 常仁会グループ
一般社団法人常仁会グループ（じょうじんかいグループ）は、東京都千代田区平河町に本部を置く病院グループである。

## 概要
一般社団法人常仁会グループは、全国に病院などの医療・介護・福祉施設（計16施設）を運営し、医療・介護トータルベッド数約2,500床、従業員数約3,250名の病院グループである。施設所在地のニーズに合わせた医療から介護サービスまでシームレスに提供している。

## グループ法人一覧
医療法人社団常仁会
牛久愛和総合病院・クリニック・老人保健施設の3施設を運営する。
医療法人社団明愛会
福岡県北九州市に本部を置き、2病院・老人保険施設1施設を運営する。
医療法人社団晴緑会
宮崎県・高知県に2病院を運営する。
医療法人社団白美会
新潟県を中心に病院・クリニック・老人保健施設等6施設を運営する。
社会福祉法人関東マリア会
茨城県に特別養護老人施設1施設を運営する。
社会福祉法人福岡マリア会
福岡県北九州市に特別養護老人施設1施設を運営する。